# Teuvo
Teuvo ist ein finnischer männlicher Vorname. Er stellt eine Kurzform des Vornamens Theodor dar.

## Bekannte Namensträger
- Teuvo Aura (1912–1999), finnischer Politiker
- Teuvo Hatunen (1944–2010), finnischer Skilangläufer
- Teuvo Kohonen (1934–2021), finnischer Ingenieur
- Teuvo Laukkanen (1919–2011), finnischer Skilangläufer
- Teuvo Pakkala (1862–1925), finnischer Schriftsteller
- Teuvo Teräväinen (* 1994), finnischer Eishockeyspieler